# Адміністративна реформа в Російській Федерації
Адміністративна реформа в Російській Федерації — реформа системи державного управління.

## Етапи адміністративної реформи
Адміністративні перетворення в період з 1991 р. по теперішній час можна умовно розбити на три періоди:
- адміністративні перетворення 1991-1999 рр., політичним мотивом яких виступала необхідність радикальної перебудови радянської системи державного управління економікою і формування нової структури і системи органів державної влади Російської Федерації;

- перший етап адміністративної реформи, проведений у 2003-2005 рр., який переслідує політичну мету зміцнення державної влади в країні і визначається відповідним задумом, виробленим в період 2000-2002 рр.;

- другий етап адміністративної реформи, що почався в 2006 р., політично орієнтований на побудову ефективної і компактної держави на основі спеціально розробленої Концепції адміністративної реформи.

### Перший етап (2003—2005)
23 липня 2003 р. президент Російської Федерації Володимир Путін підписав указ про проведення адміністративної реформи, про необхідність якої він говорив у своєму щорічному посланні Федеральним Зборам.
Перший етап, розроблений групою Дмитра Козака, полягав у розмежуванні повноважень між різними вузлами бюрократичної мережі.

### Другий етап (2006—2010)
25 жовтня 2005 р. уряд Російської Федерації схвалив концепцію адміністративної реформи в Російській Федерації в 2006-2010 рр.